# Premis Butaca de 2009
Els Premis Butaca de 2009, van ser la quinzena edició dels oficialment anomenats Premis Butaca de teatre i cinema de Catalunya, uns guardons teatrals i cinematogràfics catalans, creats l'any 1995 per Glòria Cid i Toni Martín, conductors d'un programa a la ràdio de Premià de Mar, en reconeixement de les obres de teatre i pel·lícules estrenades a Catalunya. Els premis són atorgats per votació popular.
El lliurament dels premis es va celebrar al Museu Marítim de Barcelona el 2 de novembre de 2009. La gala va ser retransmesa per La Xarxa.
En aquesta edició, s'atorgaren els següents premis extraordinaris:
- Butaca d'Honor

## Premi Butaca al millor muntatge teatral
| Obra                     | Productora                                    | Resultat  |
| ------------------------ | --------------------------------------------- | --------- |
| La casa de Bernarda Alba | Teatre Nacional de Catalunya / Teatro Español | Guanyador |
| Lleons                   | Teatre Nacional de Catalunya                  | Nominat   |
| Mort de dama             | Teatre Nacional de Catalunya                  | Nominat   |
| Mort d'un viatjant       | Teatre Lliure                                 | Nominat   |
| Rock & Roll              | Teatre Lliure                                 | Nominat   |

## Premi Butaca al millor musical
| Obra                 | Productora                                  | Resultat  |
| -------------------- | ------------------------------------------- | --------- |
| Spamalot             | Filmax Stage                                | Guanyador |
| Aloma                | Teatre Nacional de Catalunya i Dagoll Dagom | Nominat   |
| Pinsans i caderneres | El Canal i Festival Grec 2008               | Nominat   |
| Què, el nou musical  | La Projectora                               | Nominat   |

## Premi Butaca al millor espectacle de dansa
| Obra                   | Productora                                                 | Resultat   |
| ---------------------- | ---------------------------------------------------------- | ---------- |
| Quartet                | Mercat de les Flors, Cia. Búbulus i L'Estruch              | Guanyadora |
| El llac de les mosques | Mercat de les Flors i Cia. Sol Picó                        | Nominat    |
| Present vulnerable     | Teatre Nacional de Catalunya, Raravis i Festival Grec 2009 | Nominat    |
| Sense fi/Conquassabit  | Teatre Lliure i Cia. Gelabert-Azzopardi                    | Nominat    |

## Premi Butaca al millor espectacle de petit format
| Obra                       | Productora                          | Resultat  |
| -------------------------- | ----------------------------------- | --------- |
| Hamlet                     | La Perla 29                         | Guanyador |
| Una ciutat brillant        | CAET                                | Nominat   |
| L'home dels coixins        | Teatre Lliure, La Mirada i El Canal | Nominat   |
| Molts records per a Ivanov | Teatre Principal de Palma           | Nominat   |
| Product                    | La Troca Produccions                | Nominat   |

## Premi Butaca al millor espectacle d'altres disciplines
| Obra                            | Productora             | Resultat   |
| ------------------------------- | ---------------------- | ---------- |
| Secrets                         | Cia. Mag Lari          | Guanyadora |
| La cena                         | N de Naranja           | Nominada   |
| Cuttlas, anatomia d'un pistoler | Produccions Essencials | Nominada   |
| Nosferata                       | Sala Almazén           | Nominada   |

## Premi Butaca al millor text teatral
| Obra         | Autor/a         | Resultat  |
| ------------ | --------------- | --------- |
| La revolució | Jordi Casanovas | Guanyador |
| Hikikimori   | Jordi Faura     | Nominat   |
| Lleons       | Pau Miró        | Nominat   |
| OB-Sessions  | Jordi Oriol     | Nominat   |

## Premi Butaca a la millor direcció
| Director/a     | Obra                       | Resultat  |
| -------------- | -------------------------- | --------- |
| Lluís Pasqual  | La casa de Bernarda Alba   | Guanyador |
| Mario Gas      | Mort d'un viatjant         | Nominat   |
| Julio Manrique | Product                    | Nominat   |
| Àlex Rigola    | Rock & Roll                | Nominat   |
| Pep Tosar      | Molts records per a Ivanov | Nominat   |

## Premi Butaca a la millor actriu
| Actriu           | Obra                       | Resultat   |
| ---------------- | -------------------------- | ---------- |
| Mercè Arànega    | Mort de dama               | Guanyadora |
| Carme Elias      | La casa dels cors trencats | Nominada   |
| Núria Espert     | La casa de Bernarda Alba   | Nominada   |
| Rosa Renom       | Mort d'un viatjant         | Nominada   |
| Rosa Maria Sardà | La casa de Bernarda Alba   | Nominada   |

## Premi Butaca al millor actor
| Actor            | Obra                | Resultat  |
| ---------------- | ------------------- | --------- |
| Jordi Boixaderas | Mort d'un viatjant  | Guanyador |
| Andreu Benito    | Una ciutat brillant | Nominat   |
| Manel Dueso      | Dublin Carol        | Nominat   |
| Julio Manrique   | Hamlet              | Nominat   |
| David Selvas     | Product             | Nominat   |

## Premi Butaca a la millor actriu de musical
| Actriu         | Obra                 | Resultat   |
| -------------- | -------------------- | ---------- |
| Vicky Peña     | Sweeney Todd         | Guanyadora |
| Julia Möller   | Aloma                | Nominada   |
| Mercè Martínez | La bella y la bestia | Nominada   |
| Marta Ribera   | Spamalot             | Nominada   |

## Premi Butaca al millor actor de musical
| Actor         | Obra                 | Resultat  |
| ------------- | -------------------- | --------- |
| David Ordinas | La bella y la bestia | Guanyador |
| Sergi Albert  | Spamalot             | Nominat   |
| Jordi Bosch   | Spamalot             | Nominat   |
| Joan Crosas   | Sweeney Todd         | Nominat   |

## Premi Butaca a la millor actriu de repartiment
| Actriu         | Obra               | Resultat   |
| -------------- | ------------------ | ---------- |
| Rosa Renom     | Rock & Roll        | Guanyadora |
| Anna Azcona    | Jugar amb un tigre | Nominada   |
| Llum Barrera   | Mort de dama       | Nominada   |
| Nies Jaume     | Mort de dama       | Nominada   |
| Victòria Pagès | Mama Medea         | Nominada   |

## Premi Butaca al millor actor de repartiment
| Actor           | Obra                    | Resultat  |
| --------------- | ----------------------- | --------- |
| Pablo Derqui    | Mort d'un viatjant      | Guanyador |
| Miquel Górriz   | L'home dels coixins     | Nominat   |
| Carles Martínez | Hamlet                  | Nominat   |
| Albert Pérez    | Ricard II (Shakespeare) | Nominat   |
| Xavier Ripoll   | El rei Lear             | Nominat   |

## Premi Butaca a la millor escenografia
| Actor         | Obra                     | Resultat  |
| ------------- | ------------------------ | --------- |
| Paco Azorín   | La casa de Bernarda Alba | Guanyador |
| Carles Alfaro | Traïció                  | Nominat   |
| Paco Azorín   | Ricard II (Shakespeare)  | Nominat   |
| Max Glaenzel  | Rock & Roll              | Nominat   |
| Rafel Lladó   | Mort de dama             | Nominat   |

## Premi Butaca a la millor il·luminació
| Actor           | Obra                     | Resultat  |
| --------------- | ------------------------ | --------- |
| Quico Gutiérrez | Mort de dama             | Guanyador |
| Pep Barcons     | El rei Lear              | Nominat   |
| Xavi Clot       | Rock & Roll              | Nominat   |
| Maria Domènech  | La casa de Bernarda Alba | Nominada  |
| Carles Lucena   | Mort d'un viatjant       | Nominat   |

## Premi Butaca al millor vestuari
| Actor                      | Obra                     | Resultat   |
| -------------------------- | ------------------------ | ---------- |
| César Olivar i Ángel Vilda | Mort de dama             | Guanyadors |
| Montse Amenós              | Les suplicants           | Nominada   |
| Antonio Belart             | Mort d'un viatjant       | Nominat    |
| Nina Pawlowsky             | Un dia. Mirall trencat   | Nominada   |
| Isidre Prunés              | La casa de Bernarda Alba | Nominat    |

## Premi Butaca a la millor composició teatral
| Actor              | Obra                         | Resultat  |
| ------------------ | ---------------------------- | --------- |
| Manu Guix          | Què, el nou musical          | Guanyador |
| Albert Guinovart   | L'inspector                  | Nominat   |
| Ignasi Terraza     | El vestit nou de l'emperador | Nominat   |
| Alfonso Vilallonga | Aloma                        | Nominat   |

## Premi Butaca al millor pel·lícula catalana
| Actor                        | Obra                           | Resultat   |
| ---------------------------- | ------------------------------ | ---------- |
| Camino                       | Mediapro i Películas Pendelton | Guanyadora |
| Benvingut a Farewell-Gutmann | Just Films i Quimeica          | Nominada   |
| Forasters                    | Els Films de la Rambla         | Nominada   |
| Tres dies amb la família     | Escándalo Films                | Nominada   |

## Premi Butaca a la millor actriu catalana de cinema
| Actor            | Obra                     | Resultat   |
| ---------------- | ------------------------ | ---------- |
| Carme Elias      | Camino                   | Guanyadora |
| Nausicaa Bonnín  | Tres dies amb la família | Nominada   |
| Anna Lizaran     | Forasters                | Nominada   |
| Rosa Maria Sardà | Rivals                   | Nominada   |

## Premi Butaca al millor actor català de cinema
| Actor            | Obra                         | Resultat  |
| ---------------- | ---------------------------- | --------- |
| Eduard Fernández | Tres dies amb la família     | Guanyador |
| Lluís Homar      | Los abrazos rotos            | Nominat   |
| Joan Pera        | Forasters                    | Nominat   |
| Lluís Soler      | Benvingut a Farewell-Gutmann | Nominat   |

## Premi Butaca al millor mitjà de difusió del teatre
- Ànima (Canal 33)

## Premi Butaca al millor mitjà de difusió del cinema
- La finestra indiscreta (Catalunya Ràdio)

## Butaca Honorífica
- Enric Majó i Ateneu Popular de Nou Barris